# Albert Herger
Albert Herger (* 27. November 1942 in Brüttisellen; † 27. Dezember 2009 in Wilchingen) war ein Schweizer Radrennfahrer.

## Sportliche Laufbahn
Als Amateur startete er für die Nationalmannschaft der Schweiz im Milk Race (5. Platz in der Gesamtwertung) und wurde 1963 beim Sieg von Peter Chisman Fünfter. Mit diesem Resultat war er bester Schweizer in dem Etappenrennen. In der Tour de l’Avenir 1963 wurde er 44. 1965 kam er hinter dem Sieger Mariano Díaz auf den 3. Platz der Gesamtwertung.
Herger war neben dem Strassenradsport auch im Bahnradsport und in Querfeldeinrennen aktiv. Von 1965 bis 1968 startete er als Berufsfahrer. Er begann im Radsportteam Cynar.
In der Tour de France 1968 schied er aus. Die Tour de Suisse fuhr er dreimal. 1966 wurde er 21., 1967 47. und 1968 49. der Gesamtwertung.